# Justo Vila
Justo Vila Izquierdo (Helechal, 28 de mayo de 1954) es un escritor e historiador español. El grueso de sus obras, tanto novelísticas como históricas, se centra preferentemente en el estallido de la guerra civil española y en las consecuencias de ésta en Extremadura. Sus novelas se caracterizan por la abundante utilización de recursos del paisaje, el habla, la fauna, la flora, la etnografía y el imaginario colectivo de la región.

## Biografía
Justo Vila nació en Helechal (Badajoz), el 28 de mayo de 1954, en el seno de una familia de jornaleros que emigró a las cuencas mineras de Asturias a principios de los sesenta. De regreso a Extremadura compaginó sus estudios con diversos trabajos (jornalero, albañil, educador, colaborador en prensa y radio, etc.). Estudió el bachillerato en Villanueva de la Serena, Instituto Pedro de Valdivia. En Villanueva escribió sus primeros poemas y relatos. Maestro de Escuela y Licenciado en Geografía e Historia, fue el primer Director de la Biblioteca de Extremadura.
Presidió ASPACEBA (Asociación de Paralíticos Cerebrales de Badajoz), entidad en la que comparte con otras personas su experiencia junto a su hija, que sufre esta dolencia. Asimismo presidió ASPACE, federación regional y formó parte de la dirección de ASPACE-ESPAÑA. Ha sido vicepresidente del CERMI (Comité Español de Representantes de Minusválidos) extremeño. Ha sido patrono, entre otras, de la Fundación Tutelar de Personas Discapacitadas de Extremadura (Futuex) y de la Fundación Jesús Delgado Valhondo.
Es uno de los fundadores de Comisiones Obreras en Extremadura. Fue secretario general de su Unión Provincial de Badajoz y Sº de Acción Sindical de su Unión Regional.
Entre 1999 y 2003 ha sido concejal del Ayuntamiento de Badajoz por el PSOE.
Forma parte, entre otras, de la Asociación de Escritores Extremeños, la Unión de Bibliófilos de Extremadura, la Sociedad Económica de Amigos del País de Badajoz y la SEGUEF (Sociedad de Estudios de la Guerra Civil y el Franquismo), siendo uno de sus miembros fundadores, junto a Tuñón de Lara, Julio Aróstegui...

## Obra

### Narrativa
- "Siete días en libertad", Universitas Editorial, 1982.
- La agonía del búho chico (1994). Evoca en tres franjas temporales las peripecias de la resistencia contra el franquismo vividas por un grupo de maquis.
- Siempre algún día (1998). Reconstruye los efectos de la desamortización del siglo XIX en el ambiente rural de la comarca extremeña de La Serena.[6]
- La memoria del gallo (2001). Se trata de una obra dividida en capítulos independientes, cuya yuxtaposición da lugar a un relato que muestra mediante una panorámica de qué modo las gentes de dos pequeñas localidades han sufrido la historia española del siglo XX.
- Lunas de agosto (2006). La novela está inspirada en hechos reales de la batalla de Badajoz en agosto de 1936, durante la guerra civil.[7]
- "Mañana sin falta", editorial Trifaldi, 2019.
- "La calle del medio", editorial Trifaldi, 2021.
- "El efecto Mandela", editorial Trifaldi, 2024.

Además de las novelas citadas, Justo Vila es también autor de numerosos cuentos.

### Ensayo
- Extremadura: la guerra civil (1983, Universitas).
- La guerrilla antifranquista en Extremadura (1986, Universitas).
- El movimiento guerrillero de los años cuarenta (1990, VV.AA. Fundación de Investigaciones Marxistas).
- Badajoz, agosto de 1936 (1997, VV.AA. Federación Socialista de Badajoz).

### Libros de viajes y otros
- Descubrir España (Extremadura) (2000, National Geographic).
- Badajoz (1996, VV.AA. Edit. Mediterráneo).
- Necesidades formativas de las personas adultas en la ciudad de Badajoz (1992, Serviccio Publicaciones Diputación Provincial).
- La Serena: El secreto es la luz.
- La Siberia: La leyenda del agua.
- Campiña Sur: Donde se dora el aire.
- Vegas Altas: La voz del río.
- Tentudía: La montaña mágica.
- Sierra Suroeste: El bosque sagrado.
- Llanos de Olivenza: La luz que desnuda.
- Tierra de Barros: Elogio del horizonte.
- Tierra de Badajoz: Sin ir más lejos.

De estos once últimos títulos, publicados por la Diputación de Badajoz, es coordinador y coautor.
- Badajoz, comarca a comarca (2003, Diputación de Badajoz).

## Colaboraciones
Justo Vila ha colaborado como asesor histórico en diferentes películas y documentales, como el largometraje Silencio Roto, de Montxo Armendáriz; el documental del mismo sobre la guerrilla antifranquista; y cuatro documentales sobre los años de la República, la guerra y el primer franquismo, para la Consejería de Cultura de la Junta de Extremadura.
También ha sido guionista de los documentales La voz del río y La montaña mágica, producidos por Tragaluz.